# Joaquín Solano
Joaquín Solano Chagoya (Chicontepec de Tejeda, 2 giugno 1913 – 15 febbraio 2003) è stato un cavaliere messicano.

## Palmarès

### Olimpiadi
- Bronzo a Londra 1948 nel concorso completo a squadre.